# Jeddah Tower
Der Jeddah Tower, früher bekannt als Kingdom Tower, ist ein Bauprojekt in der Jeddah Economic City, einer nördlich von Dschidda gelegenen Planstadt, an der Westküste von Saudi-Arabien. Der Wolkenkratzer soll bei Fertigstellung mit voraussichtlich 1007 Metern das höchste Bauwerk der Welt sein.
Im Januar 2018 wurden die Arbeiten an dem Wolkenkratzer bei einer bisher erreichten Höhe von 256 m eingestellt; die geplante Wiederaufnahme im Jahr 2020 fand nicht statt. Im September des Jahres 2023 wurde der Bau des Gebäudes wieder aufgenommen. Im Oktober 2024 fand eine  Zeremonie zur Wiederaufnahme der Bauarbeiten statt. Zudem wurde das geplante Fertigstellungsdatum für das Jahr 2028 bekanntgegeben.
Auftraggeber des Projekts ist die Kingdom Holding Company, die zu 94 % dem Milliardär al-Walid ibn Talal gehört. Der Architekt ist Adrian Smith, der auch den Burj Khalifa entworfen hat. Das Projekt soll vom britischen Unternehmen Hyder Consulting in Zusammenarbeit mit der Arup umgesetzt werden. Die Kosten wurden Stand 2012 mit 1,2 Milliarden US-Dollar veranschlagt.
In der ersten Bauphase des 20 Milliarden US-Dollar teuren Bauvorhabens Jeddah Economic City (JEC) entsteht der Turm als Herzstück. Auf einer Höhe von 652 Metern soll sich die höchste Aussichtsplattform der Welt befinden.

## Das Gebäude
Der nadelähnliche Wolkenkratzer sollte ursprünglich bis zu 1600 Meter hoch werden und wurde deswegen auch Mile High Tower genannt. Aufgrund der Bodenbeschaffenheit musste die geplante Höhe auf 1007 Meter reduziert werden, wobei die endgültige Höhe noch nicht kommuniziert wurde (Stand 2013).
Damit wäre es höher als der in Dubai befindliche 828 Meter hohe Burj Khalifa, das gegenwärtig höchste Gebäude der Welt. Der Jeddah Tower soll auf 500.000 Quadratmetern Büros, Wohnflächen und ein Hotel beherbergen.

## Umsetzung
Zunächst schien der Bau unwahrscheinlich. Ende März 2011 wurde das Projekt dann doch genehmigt und Anfang August 2011 in Auftrag gegeben. Auftragnehmer ist die Bin-Ladin-Gruppe.
Das Bauwerk wurde auf 270 Pfählen, die zwischen 45 und 110 Meter in die Tiefe reichen und einen Durchmesser von 1,5 bis 1,8 Meter haben, gegründet. Die Vorarbeiten hierzu begannen im Dezember 2012, der eigentliche Beginn der Fundamentarbeiten war im Januar 2013. Ende Juli 2016 waren bereits 45 Etagen fertiggestellt worden, Stand Anfang Februar 2018 wurden 63 Etagen vollendet.
Die Gründungspfähle wurden von einem saudi-arabischen Tochterunternehmen des oberbayerischen Baukonzerns Bauer AG hergestellt.
Die Aufzugsanlagen liefert der finnische Hersteller Kone.
Die Fertigstellung war für 2017 geplant, wurde aber mehrmals verschoben. Im Januar 2018 wurden die Bauarbeiten unterbrochen. Im September 2023 gab JEC bekannt, dass das Projekt weitergeführt werden soll, und forderte 14 weltweit agierende Bauunternehmen auf, bis Ende 2023 entsprechende Angebote abzugeben. Im Mai 2024 gaben die Architekten bekannt, dass die Bauarbeiten fortgesetzt wurden mit einer erwarteten Bauzeit von 4 bis 5 Jahren und somit einer geplanten Fertigstellung im Jahr 2028 oder 2029. Die Bauarbeiten wurden im Januar 2025 wiederaufgenommen.

## Galerie

Baufortschritt
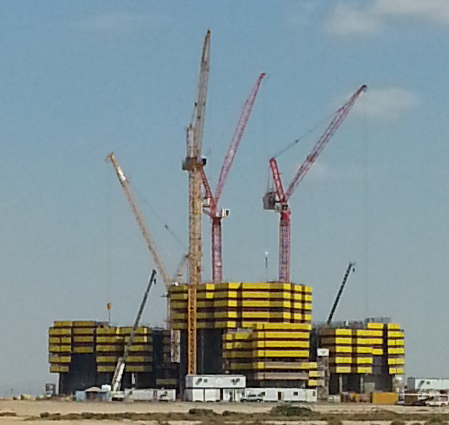
Januar 2015
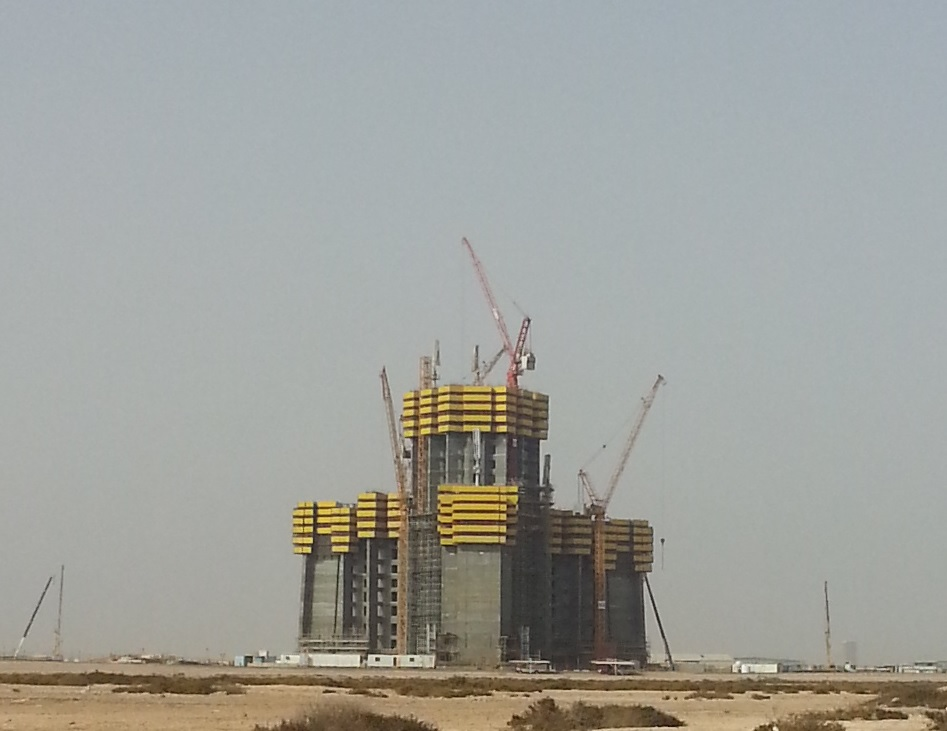
Juni 2015
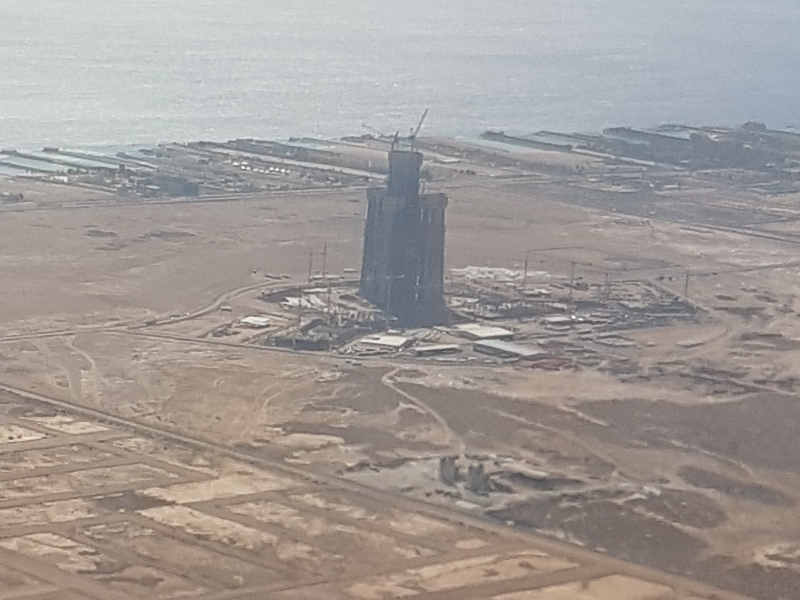
April 2016
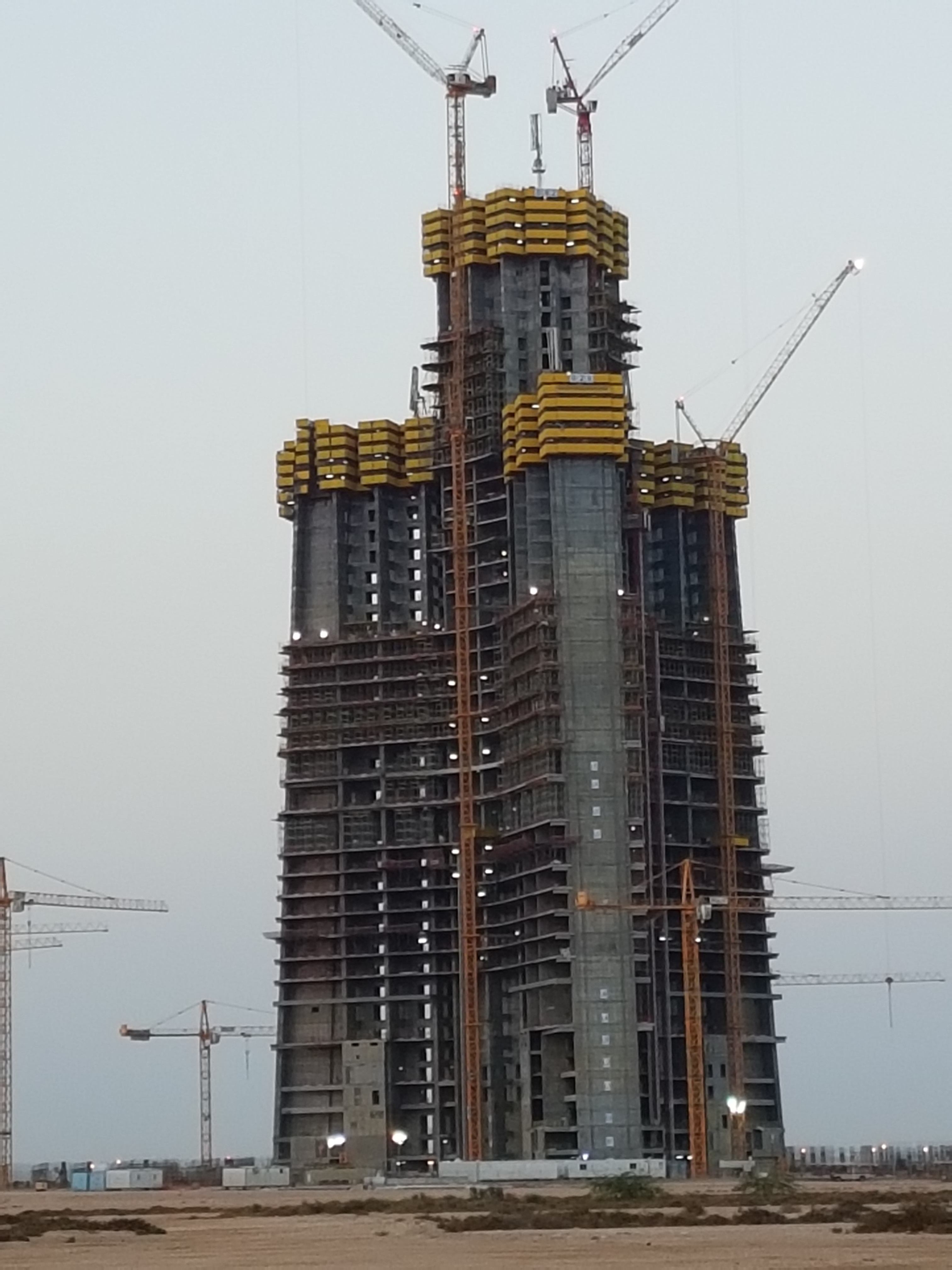
Juli 2016
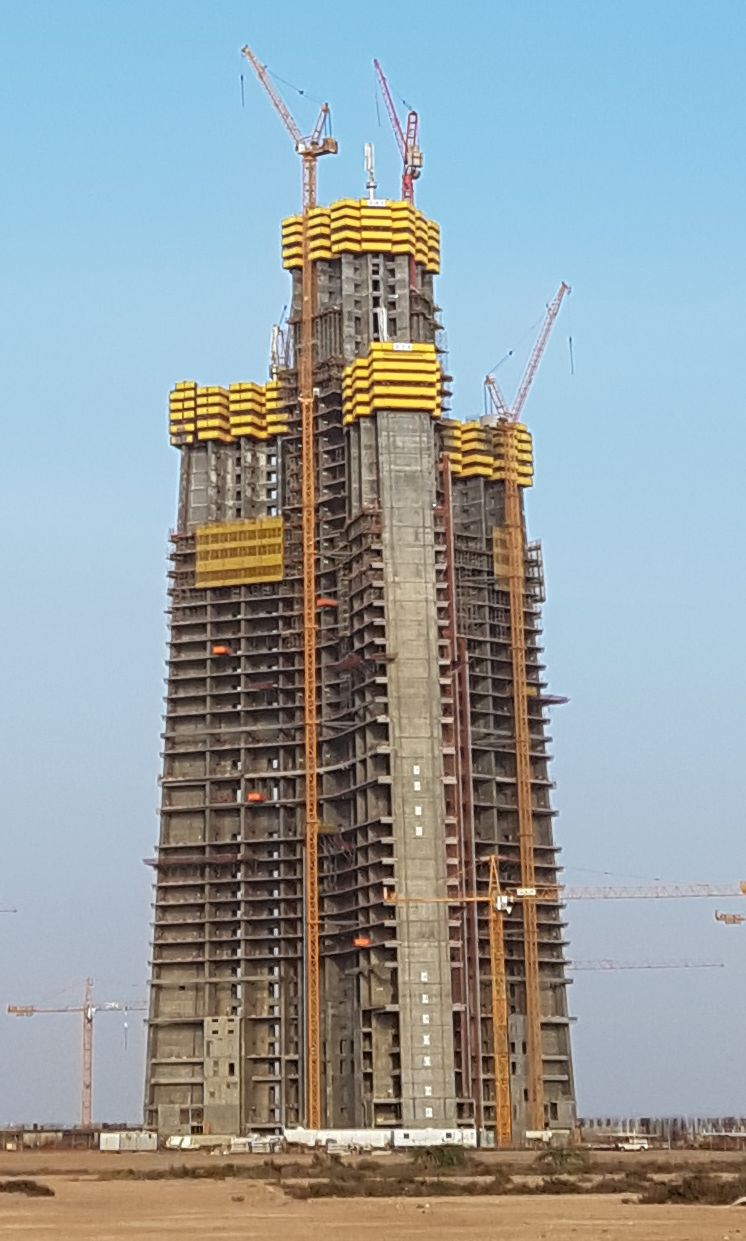
Dezember 2016
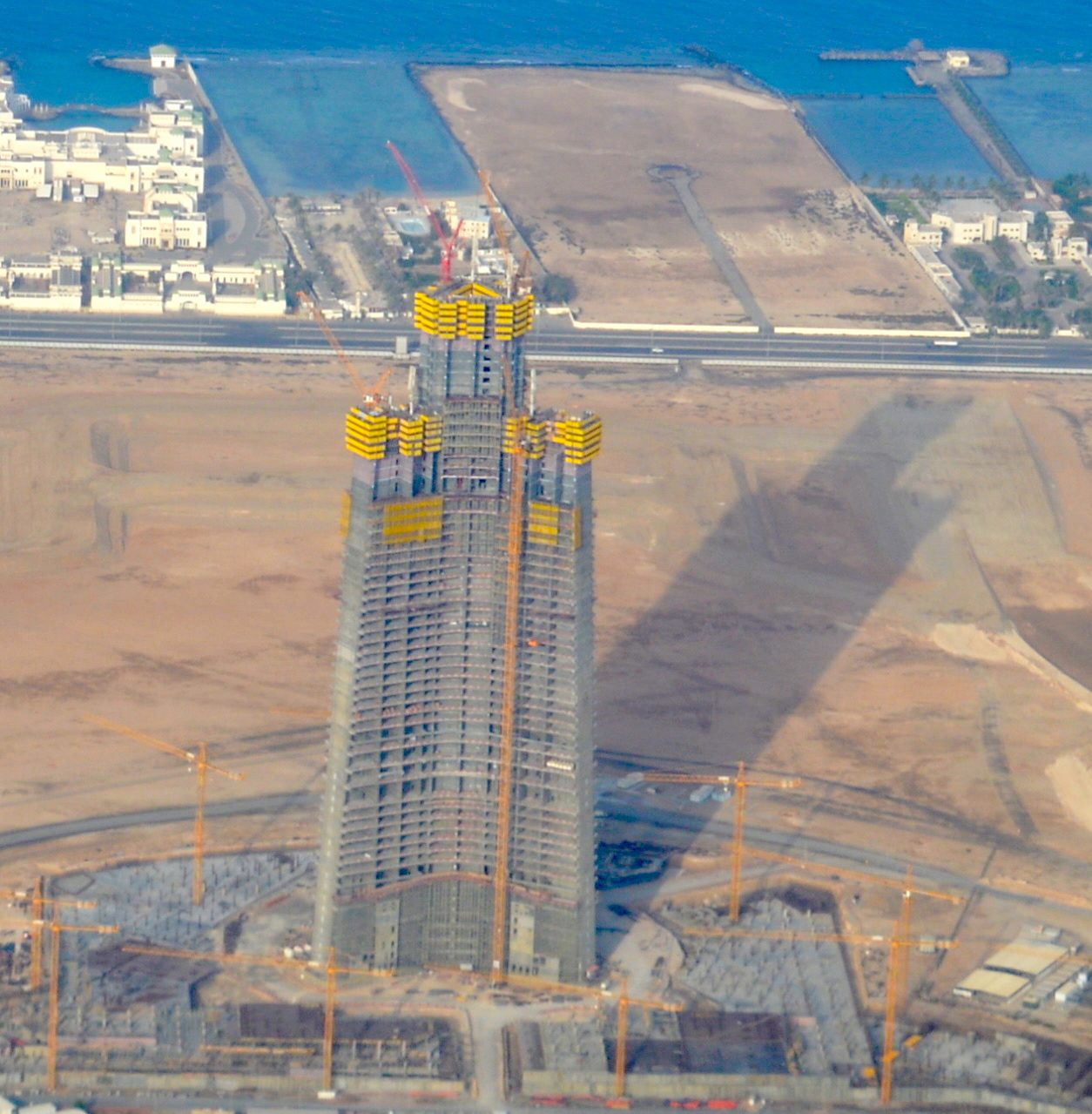
Juni 2017
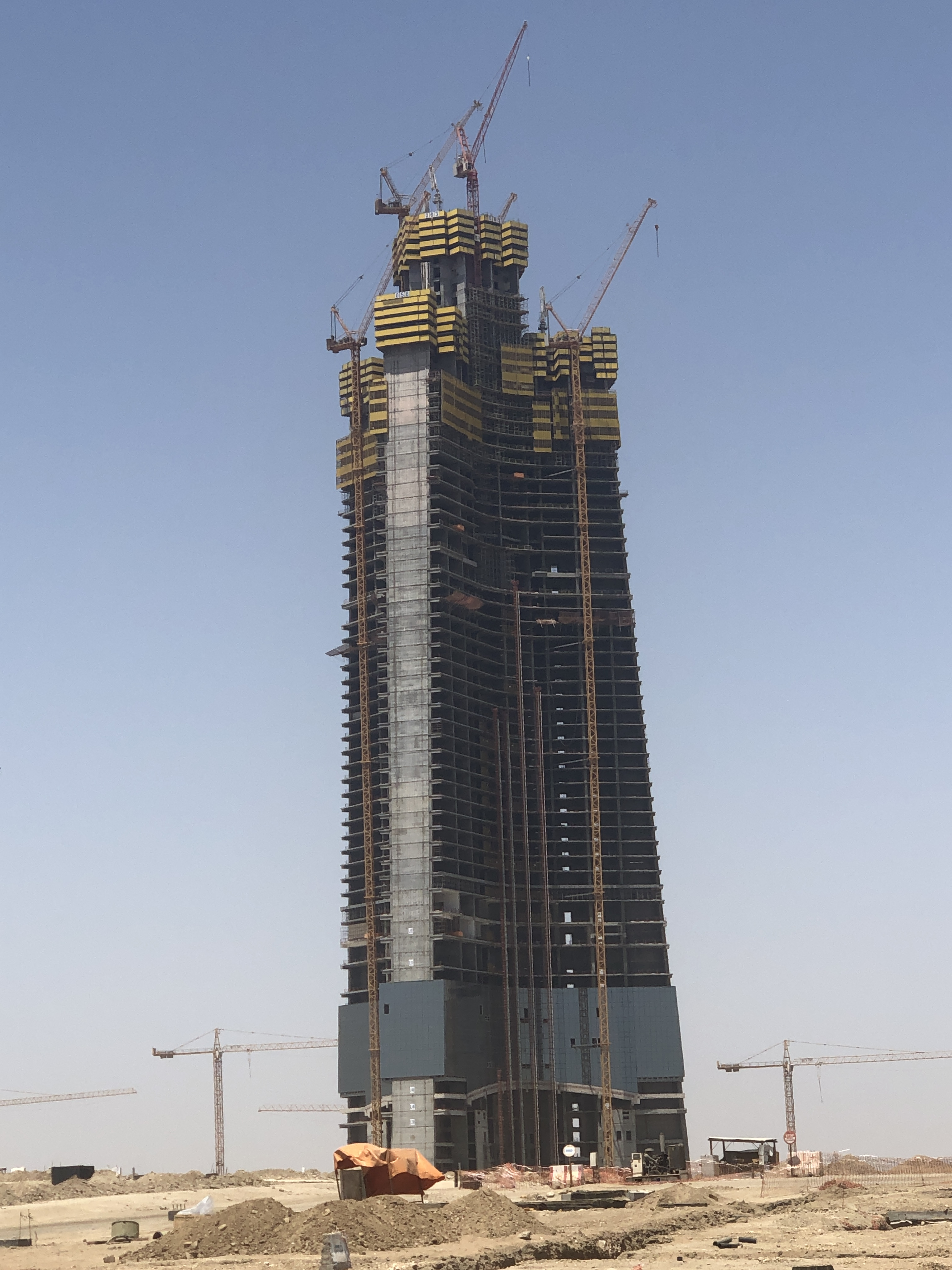
August 2019
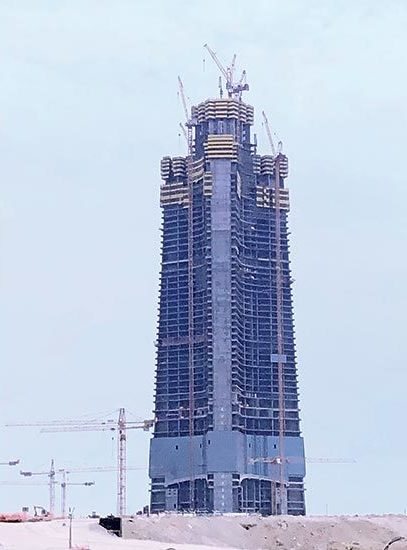
November 2019